# .google
.google est un domaine de premier niveau (TLD) de marque utilisé dans le système de noms de domaine (DNS) d'Internet. Créé en 2014, il est géré par Alphabet Inc., la société mère de Google. Il est notable comme l’un des premiers gTLD associés à une marque spécifique. La première utilisation du TLD par l'entreprise est avec com.google, un site Web de blague du 1er avril qui héberge une version miroir horizontale de recherche Google. Le domaine héberge actuellement plusieurs produits et services d'Alphabet Inc., et des plans existent pour déplacer d’autres propriétés d’Alphabet vers .google.
Google possède également un certain nombre d’autres domaines de premier niveau, dont .goog (pour des sites tels que partneradvantage.goog et pki.goog), .gmail (un TLD de marque lié à son service Gmail), .gle. (pour les URL raccourcies telles que goo.gle et Forms.gle), .chrome pour les sites tels que apps.chrome et le serveur cible des applications Chrome hébergées telles que calculator.apps.chrome) et .youtube (pour des sites tels que about.youtube et blog.youtube).
Les TLD .chrome, .gle, .gmail, .google et .youtube sont tous inclus dans la liste de préchargement HSTS ; en conséquence, les navigateurs web populaires ne se connectent à une page web dans l’un de ces domaines qu’en utilisant HTTPS.